# لطفعلی‌خان زند (بازی ویدئویی)
کواِست آف پرشیا: لطفعلی خان زند نام یک بازی رایانه‌ای ایرانی است که در ۱۵ اردیبهشت ۱۳۸۷ منتشر شده‌است. بازی لطفعلی خان زند دومین قسمت از سری بازی‌های ایرانی کواست آف پرشیا است که به برخی از نبردهای لطفعلی خان زند می‌پردازد. این بازی یک بازی اکشن سوم شخص شمشیربازی با قابلیت استفاده از شمشیرهای گوناگون و انجام حرکات نمایشی متفاوت می‌باشد. این بازی شامل ۲۲ مرحله بوده، که بیش‌تر ان در قلعهٔ زرقان و شهر تاریخی کرمان به وقوع می‌پیوندد.

## ماجرای بازی
داستان بازی اینگونه‌است که پس از نبرد لطفعلی خان زند (پسر جعفرخان زند) با قاجاریان و بازگشت به شیراز، ابراهیم خان کلانتر حاکم شیراز به او خیانت کرده و دروازه‌های شیراز را به روی او می‌بندد. بازی از اینجا آغاز می‌شود که لطفعلی خان با هدف استقرار مرکز فرماندهی خود، قلعهٔ مستحکم زرقان در شمال شیراز را تصرف می‌کند، غافل از اینکه هادی خان بروجردی، فرماندهٔ وفادار به حاج ابراهیم کلانتر و مصطفی خان قاجار از سرداران شجاع آقا محمد خان قاجار برای مقابله با او با یکدیگر متحد شده‌اند. 
خان به ناچار به همراه هانگیر خان سیستانی، یکی از سرداران وفادارش راهی کرمان می‌شود که بخش دوم بازی در آنجا روی می‌دهد.

## حداقل سخت‌افزار مورد نیاز
- پردازشگر (CPU): پنتیوم ۴، ۳ گیگاهرتز
- کارت گرافیک (VGA): حداقل ۱۲۸ مگابایت nVIDIA GeForce ۶۶۰۰
- حافظهٔ دسترسی تصادفی (RAM): حداقل ۱ گیگابایت
- حافظه نیاز برای نصب (HDD): حداقل ۵ گیگابایت
- نرم‌افزارها:
  - Directx ۹.۰c
  - PhysX
  - QuickTime (Included)

این بازی توسط قفل نرم‌افزاری محافظت می‌شود و پیش از اجرا عملیات ثبت و فعال‌سازی باید به صورت برخط (آنلاین) با ارائهٔ شمارهٔ سریال و رجیستر، انجام پذیرد. کلیهٔ حقوق این نرم‌افزار طبق مجوز شمارهٔ ۱۵۵/۸۹۳۲۱ به تاریخ ۸۷/۴/۱۲ صادره از وزارت فرهنگ و ارشاد اسلامی جمهوری اسلامی ایران متعلق به شرکت پردیس رایانه مهر می‌باشد.